# Jason Sánchez
Jason Alessandro Sánchez Garay (Tegucigalpa, Honduras, 5 de junio de 1998) es un futbolista hondureño. Juega de centrocampista y su equipo actual es el C. D. Lobos UPNFM de la Liga Nacional de Honduras.

## Clubes
| Club                       | País     | Año       |
| -------------------------- | -------- | --------- |
| C. D. Gimnástico           | Honduras | 2017-2018 |
| Olancho F. C.              | Honduras | 2019-2020 |
| C. D. Lobos UPNFM          | Honduras | 2020-2021 |
| F. C. Motagua              | Honduras | 2021-Act. |
| C. D. Lobos UPNFM (Cesión) | Honduras | 2023      |

## Palmarés

### Campeonatos nacionales
| Título          | Club          | País     | Año  |
| --------------- | ------------- | -------- | ---- |
| Torneo Clausura | F. C. Motagua | Honduras | 2022 |